# Rona Cup 1999
Rona Cup 1999 byl hokejový turnaj konající se v Trenčíně v roce 1999. Pohár začínal 12. srpna a končil 14. srpna. Titul získali poprvé ve své historii HC Oceláři Třinec.

## Výsledky a tabulka
| Pozice | Tým                  | Z | V | R | P | GS | GI | B |
| ------ | -------------------- | - | - | - | - | -- | -- | - |
| 1.     | HC Oceláři Třinec    | 3 | 1 | 2 | 0 | 8  | 6  | 6 |
| 2.     | HC Slovan Bratislava | 3 | 2 | 0 | 1 | 7  | 7  | 4 |
| 3.     | HC Dukla Trenčín     | 3 | 1 | 1 | 1 | 10 | 8  | 3 |
| 4.     | HC ZPS Barum Zlín    | 3 | 0 | 0 | 2 | 4  | 8  | 1 |

v případě rovnosti bodů rozhoduje vzájemný zápas
|  | HC Slovan Bratislava | 1 : 3                             | HC Oceláři Třinec |  |
|  | HC Slovan Bratislava | (0:1, 0:2, 1:0), sam. nájezdy 2:0 | HC Oceláři Třinec |  |

| Souhrn zápasu | Souhrn zápasu | Souhrn zápasu | Souhrn zápasu                   | Souhrn zápasu |
| ------------- | ------------- | ------------- | ------------------------------- | ------------- |
|               | Lipiansky     |               | Svoboda Richard Král Jozef Daňo |               |

|  | HC Dukla Trenčín | 4 : 1                             | HC ZPS Barum Zlín |  |
|  | HC Dukla Trenčín | (2:0, 0:0, 2:1), sam. nájezdy 2:1 | HC ZPS Barum Zlín |  |

| Souhrn zápasu | Souhrn zápasu                   | Souhrn zápasu | Souhrn zápasu | Souhrn zápasu |
| ------------- | ------------------------------- | ------------- | ------------- | ------------- |
|               | Zlocha Čakajík Melicherík Fabuš |               | Tomek         |               |

|  | HC ZPS Barum Zlín | 2 : 3                             | HC Slovan Bratislava |  |
|  | HC ZPS Barum Zlín | (0:0, 0:2, 2:1), sam. nájezdy 1:3 | HC Slovan Bratislava |  |

| Souhrn zápasu | Souhrn zápasu | Souhrn zápasu | Souhrn zápasu          | Souhrn zápasu |
| ------------- | ------------- | ------------- | ---------------------- | ------------- |
|               | Mojžíš Žižka  |               | Cíger Lipiansky Kolník |               |

|  | HC Dukla Trenčín | 4 : 4                             | HC Oceláři Třinec |  |
|  | HC Dukla Trenčín | (0:0, 2:3, 2:1), sam. nájezdy 1:2 | HC Oceláři Třinec |  |

| Souhrn zápasu | Souhrn zápasu                | Souhrn zápasu | Souhrn zápasu                           | Souhrn zápasu |
| ------------- | ---------------------------- | ------------- | --------------------------------------- | ------------- |
|               | Medřík Zlocha Hurtaj Gáborík |               | Branislav Jánoš 2x Roman Kaděra Chlubna |               |

|  | HC Oceláři Třinec | 1 : 1           | HC ZPS Barum Zlín |  |
|  | HC Oceláři Třinec | (1:0, 0:1, 0:0) | HC ZPS Barum Zlín |  |

| Souhrn zápasu | Souhrn zápasu | Souhrn zápasu | Souhrn zápasu | Souhrn zápasu |
| ------------- | ------------- | ------------- | ------------- | ------------- |
|               | Jozef Daňo    |               | Okál          |               |

|  | HC Dukla Trenčín | 2 : 3           | HC Slovan Bratislava |  |
|  | HC Dukla Trenčín | (0:0, 1:1, 1:2) | HC Slovan Bratislava |  |

| Souhrn zápasu | Souhrn zápasu | Souhrn zápasu | Souhrn zápasu          | Souhrn zápasu |
| ------------- | ------------- | ------------- | ---------------------- | ------------- |
|               | Medřík Pleva  |               | Rataj Lipiansky Hlinka |               |